# 大阪市立平尾小学校
大阪市立平尾小学校（おおさかしりつ ひらおしょうがっこう）は、大阪府大阪市大正区にある公立小学校。
毎月隣にある平尾公園の清掃を行ったり、沖縄の伝統文化の学習や、運動会でエイサーを行ったりと、沖縄に関することに積極的に取り組んでいる（本校の属する大正区には沖縄県出身者が多数いる）。

## 沿革
大正内港の造成と地域の盛土工事のため、従来の大阪市立北恩加島小学校校下の一部住民が立ち退きの対象となり、代替地として用意された平尾地区に集団移転することになった。そのことにより、1955年に北恩加島小学校の分校が現在地に開設されたことが学校の始まりとなっている。
その後1956年に独立校となった。開校の際、従来の大阪市立泉尾東小学校の校区から、大正運河以南の地域を編入した。
独立開校当初は児童数200人程度で、当時大阪市で一番小規模の小学校となっていた。しかしその後児童数が激増し、開校5年後の1961年には児童数1700人を超える区内一の大規模校へと変化した。
当時は校舎の増築等で対応したものの、1969年から再び児童数が増加傾向に転じた。そのため1970年には千島町（現在の小林東）に分校を設置した。分校は1974年に大阪市立小林小学校として分離開校している。

### 年表
- 1955年9月 - 大阪市立北恩加島小学校分校を開設。
- 1956年4月1日 - 大阪市立平尾小学校として独立開校。
- 1956年6月10日 - 通学区域が決定、この日を創立記念日とする。
- 1962年7月 - 通学服を制定。
- 1964年4月 - 大阪市教育委員会より、道徳教育推進校に指定される。
- 1964年6月 - 校歌制定。
- 1971年4月 - 千島町（現在の小林東）に分校を設置。
- 1974年4月 - 分校が大阪市立小林小学校として独立。
- 2002年7月 - 学校給食優良校として、大阪府から表彰を受ける。
- 2003年6月 - 交通安全優良校として、大阪府から表彰を受ける。

## 通学区域
- 大阪市大正区 平尾1丁目（一部）、平尾2丁目-5丁目。

卒業生は大阪市立大正中央中学校に進学する。

## 出身者
- 柳本晶一 - 全日本女子バレー監督
- 具志堅幸司 - ロサンゼルスオリンピック体操金メダリスト
- 出花崇太郎（柔道家、総合格闘家、第15代修斗世界ライト級王者）

## 交通
- 大阪シティバス 平尾バス停 東へ約600m。
- 大阪環状線・Osaka Metro長堀鶴見緑地線 大正駅 南へ約3.3km。